# Mélységélesség
A mélységélesség az a sáv, amely egy fényképen az élesen megjelenő részt foglalja magába. A kép legélesebb része a fókuszpontnál van, ezért célszerű azt a témára vagy a téma azon részére irányítani, melyre a fotós a figyelmet terelni kívánja. 
A fókusztól távolodva (a fényképezőgép felé, valamint az ellenkező irányban) az élesség csökken, de bizonyos távolságra a kép még elfogadhatóan éles. Ez a két rész (a fókusz előtti és mögötti) gyakran 1/3 és 2/3 arányban oszlik meg, de bizonyos beállításoknál ez az arány 1/2 és 1/2 is lehet (például 50 mm-es fókusztávolság, 1 méteres tárgytávolság, ƒ/1.4-es blende). Tulajdonképpen ebből a két részből tevődik össze a mélységélesség területe. Ami ezen kívül esik, az jól láthatóan életlen.

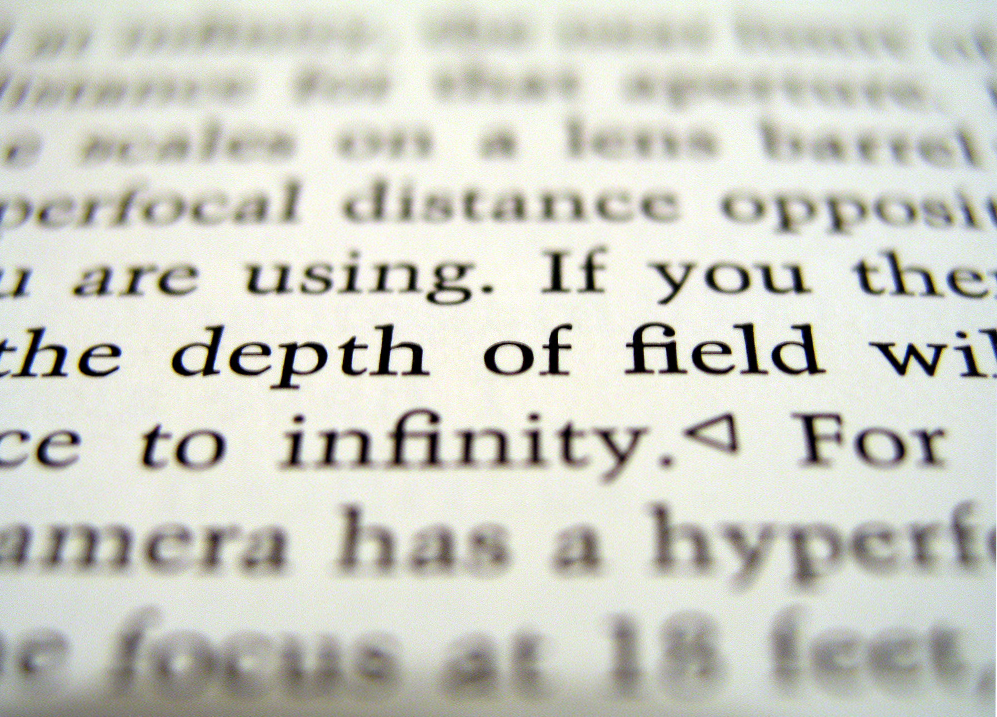
A mélységélesség szemléltetése egy ferdén tartott szöveggel

Angol megfelelője depth of field, rövidítése DOF.

## A mélységélesség alkalmazása a kompozícióban
Portréfotózásnál az élességet a modell szemére állítjuk. A mélységélesség úgy állítandó, hogy éles legyen a szem előtti rész (orr), a szem mögötti rész (a fülek), de a haj hátsó része és főleg a háttér egyáltalán nem. Itt a mélységélesség kb. 8-15 centimétert ölel fel. Így a figyelem a modell arcára irányul.
Tájfotózás alkalmával a kompozíció megkívánja, hogy a tőlünk 10 méterre lévő fa és a háttérben úszó felhők is egyaránt élesek legyenek. Ekkor a fényképezőgép beállításával elérhető, hogy az elfogadható élesség a fotóstól számítva 6 métertől kezdődjön és tartson a végtelenig.
Bizonyos helyzetekben – mint például a makrofotózás –, a mélységélesség extrém módon lecsökken, amely a fotózott tárgy közelsége miatt akár pár milliméter is lehet.
Látványosan kis mélységélességű portrékhoz jól megválasztott távolságból egy fényerős (tehát kellően nagyra nyitható, kis f-értékű blendéjű – mondjuk ƒ/1.4 vagy ƒ/1.8) 70 mm-nél nagyobb fókusztávolságú objektívet célszerű használni (a kisfilmnél kisebb érzékelő esetén a 70 mm-nek az ekvivalens értékével lehet számolni). Népszerű objektívek portréra a 85, 100 és 135 mm-esek, de vannak akik a nagy teleobjektíveket szeretik. Minél nagyobb a fókusztávolság, annál kevésbé kell fényerősnek lennie az objektívnek azonos mélységélesség eléréséhez (azonban a képkivágás megtartásához a tárgytávolságot kell növelni).

## A mélységélességet befolyásoló tényezők
- Az objektív gyújtótávolsága: nagyobb gyújtótávolság kisebb mélységélességet eredményez
- Tárgytávolság: lásd fenn
- Blende: nagyobb blende kisebb mélységélességgel jár
- Érzékelőméret: az érzékelő méretével a mélységélesség fordítottan arányos
- A végleges kép mérete: ha például papírképet készítünk, akkor a papír méretével fordítottan arányos lesz a mélységélesség
- A felbontás: nagyobb felbontású kép mélységélessége kisebb lesz

Tehát a legtöbb tényező fordítottan arányosan hat a mélységélességre.

## Példa
Nézzünk példákat arra, hogy a különböző tényezők változtatása milyen hatással van a mélységélesség mértékére.
Legyen a vázunk egy Canon EOS 7D, amelynek a szenzora APS-C méretű, tehát szorzó az ekvivalens fókusztávolsághoz 1,6. Így a portréhoz is jól használható objektívünk (70 / 1,6 = 43,75) felfelé kerekítve 50 mm-esnél kezdődik. Válasszuk mondjuk az 50 mm-es ƒ/1.4-es objektívet. Számoljunk azzal, hogy a képet monitoron fogjuk felhasználni (például weblaphoz, de viszonylag nagy méretben).
- 3 m tárgytávolság esetén ƒ/2.8-ra lerekeszelve a mélységélességünk kb. 38 cm lesz.
- Azonos távolság esetén a négyszeres méretű (két blendényit léptünk a teljesen nyitottig 2.8 → 2 → 1.4), ƒ/1.4-es blende 19 cm-es mélységélességet jelent, amely érték a fele az eredetinek. ƒ/5.6-on (a másik irányban két blendényire) egyébként 77 cm-t kapunk eredményül, ami pedig a duplája az eredetinek.
- ƒ/2.8-ra visszarekeszelve, de kétszeres távolságról, tehát 6 méterről drasztikusan megnövekedik a DOF: 156 cm lesz – több mint négyszerese mint eredeti távolságból volt.
- Ha most 6 méteren és ƒ/2.8-as blendén maradva, egy 100 mm-es fókusztávolságú objektívvel készítünk felvételt, az érték ismét 38 cm.

Figyelem! Ezek az arányok a tényezők megváltoztatásával drasztikusan változhatnak, tehát minden esetben érdemes kiszámolni a konkrét beállításoknak megfelelő értékeket.